# Wabtec
Westinghouse Air Brake Technologies Corporation, comumente conhecida como Wabtec, é uma empresa americana formada pela fusão da Westinghouse Air Brake Company (WABCO) e da MotivePower Industries Corporation em 1999. Sua sede fica em Pittsburgh, Pensilvânia.
A Wabtec fabrica produtos para locomotivas, vagões de carga e veículos de transporte de passageiros e constrói novas locomotivas de até 6.000 hp. É uma empresa da Fortune 500.
A empresa comprou a GE Transportation em 25 de fevereiro de 2019.

## História

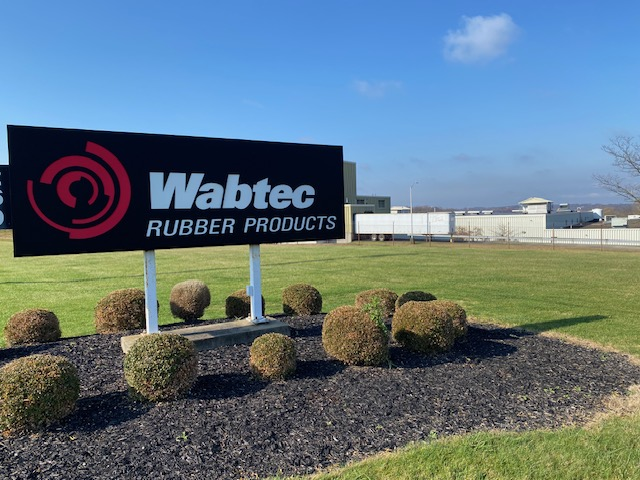
Instalação Wabtec, Greensburg, Pensilvânia

As origens da empresa remontam a 1869 com a fundação da Westinghouse Air Brake Company. Essa empresa (conhecida como WA&B e mais tarde também como WABCO) tornou-se independente em 1990 por meio de uma aquisição pela administração e abriu o capital em 1995. (Outra empresa, a WABCO Vehicle Control Systems, também criada a partir da Westinghouse Brake Company, é independente da Wabtec. Foi desmembrada pela American Standard Companies em 2007 e hoje faz parte da empresa alemã de componentes automotivos ZF Friedrichshafen).
A outra empresa que formou a Wabtec, a MotivePower Industries, remonta a 1972, com a formação da divisão MK Rail pelo grupo Morrison Knudsen e a compra de uma unidade de fabricação em Boise. Em 1996, o grupo MK Rail se separou da empresa controladora Morrison Knudsen e adotou o nome MotivePower Industries Corporation. Na segunda metade da década de 1990, foram adquiridas empresas adicionais – todas elas no ramo de componentes de locomotivas.
Diz-se que o logotipo corporativo representa uma vista axial de uma válvula de freio mecânica, onde diferentes portas de ar se alinham entre o 'estator' e o 'rotor' dependendo da posição da alavanca.
Em 10 de junho de 2023, os trabalhadores da United Electrical, Radio and Machine Workers of America na fábrica da Wabtec em Erie, Pensilvânia, entraram em greve. As questões incluíam salários, benefícios de saúde, folgas remuneradas, proibições de greves de reclamações e o número de locomotivas em conformidade com as regras de emissão de nível 4 construídas na fábrica de Erie. A greve terminou em 31 de agosto com um acordo que aumentou o salário dos trabalhadores.

## Fusões e aquisições
Em março de 2010, a Wabtec anunciou que havia adquirido a Xorail, uma empresa de projeto e construção de sinalização ferroviária por US$ 40 milhões. Em julho de 2010, a Wabtec anunciou o plano de comprar dois fabricantes de equipamentos ferroviários, G&B Specialties e Bach-Simpson Corp. As empresas produzem produtos de trilhos e componentes de locomotivas, respectivamente. A aquisição da G&B Specialties foi concluída em 28 de julho de 2010 por aproximadamente US$ 31,8 milhões. A aquisição da Bach-Simpson Corporation foi concluída em 20 de agosto de 2010 por aproximadamente US$ 12 milhões. Em novembro de 2010, a Wabtec adquiriu todos os ativos da Swiger Coil Systems, uma fabricante sediada em Cleveland de motores de tração e bobinas elétricas para os mercados ferroviário e de geração de energia, por aproximadamente US$ 43,0 milhões.
Em 14 de junho de 2012, a Wabtec adquiriu a Mors Smitt Holding por um preço de compra de US$ 88,4 milhões. Em 6 de junho de 2014, a Wabtec adquiriu o Fandstan Electric Group, um fabricante de equipamentos ferroviários e industriais, por um preço de compra de US$ 199,4 milhões. Em 17 de junho de 2015, a Wabtec adquiriu todas as três unidades da Metalocaucho (MTC), líderes no setor de sistemas de suspensão e antivibração na Espanha, China e Índia, por um preço de compra de US$ 23,4 milhões. Em 27 de julho de 2015, a Wabtec anunciou que planeja comprar 51% das ações da Faiveley Transport em um acordo em dinheiro e ações avaliado em US$ 1,8 bilhões, incluindo dívida. O negócio foi fechado em 1º de dezembro de 2016, por um total de US$ 1,7 bilhões.
Em 21 de agosto de 2014, a Wabtec adquiriu a Dia-Frag, fabricante de produtos de fricção, incluindo freios para motocicletas, por um preço de compra de US$ 70,6 milhões. Em 12 de outubro de 2015, a Wabtec anunciou a aquisição do fabricante de sensores de linha Track IQ. Em 20 de abril de 2018, foi relatado que a General Electric (GE), passando por uma revisão estratégica, estava em negociações para vender seu negócio de locomotivas centenário, a GE Transportation, para a Wabtec, de acordo com pessoas familiarizadas com o assunto. Em 21 de maio de 2018, a GE e a Wabtec confirmaram a fusão da GE Transportation com a Wabtec em um acordo de US$ 11 acordo de bilhões de dólares, concluído em 25 de fevereiro de 2019, que viu os acionistas da Wabtec assumirem uma participação de 50,8% na empresa resultante da fusão, com os acionistas da GE detendo 24,3% e a própria GE 24,9%.

## Reino Unido

### Brush Traction
A Wabtec comprou a Brush Traction de Loughborough, uma construtora e mantenedora de locomotivas inglesa, por US$ 31 milhões em 25 de fevereiro de 2011.

### Engenharia Bearward
Em novembro de 2011, a Wabtec adquiriu a Bearward Engineering, uma fabricante de radiadores industriais que emprega cerca de 300 pessoas com sede em Northampton, Inglaterra. A Bearward Engineering fabrica principalmente sistemas de resfriamento para geradores de energia. Na época da compra, a Bearward tinha vendas anuais de US$ 70 milhões.

### Wabtec Rail Reino Unido
A Wabtec Rail Limited é uma empresa de engenharia ferroviária sediada na Doncaster Works, em Doncaster, Inglaterra. Os serviços incluem a revisão e o reparo de material rodante e componentes ferroviários. A Wabtec Rail ocupa parte do antigo local da British Rail Engineering Limited, conhecido localmente como Plant Works. Os dois principais sindicatos no local notificaram, em 3 de novembro de 2014, a sua intenção de convocar os seus membros para uma ação industrial devido a uma disputa salarial, pela primeira vez na história da Wabtec Rail Limited.

### Serviços do Grupo LH
A Wabtec anunciou a aquisição de US$ 48 milhões do fornecedor de motores a diesel, transmissão e revisão de bogies e locomotivas industriais LH Group em 1º de outubro de 2012.